# John Mannion (homme politique)
Pour les articles homonymes, voir John Mannion et Mannion.
John W. Mannion, né le 8 juillet 1968 à Syracuse, est un enseignant et homme politique américain. Membre du Parti démocrate, il représente le vingt-deuxième district de l'État de New York à la Chambre des représentants des États-Unis depuis 2025.

## Biographie
De 2020 à 2024, il siège au Sénat de l'État de New York. Le 5 novembre 2024, il est élu représentant dans le 22e district de l'État de New York avec 54,6 % des voix, en battant le républicain sortant Brandon Williams. Il prend ses fonctions le 3 janvier 2025. 